# Rio Vista (Kalifornia)
Rio Vista város az USA Kalifornia államában, Solano megyében. Lakosainak száma 10 005 fő (2020. április 1.).

## Népesség
A település népességének változása:

| 2010 | 7 360  |
| 2020 | 10 005 |